# Walschutzgebiet im Mittelmeer
Das Walschutzgebiet (Italienisch: Santuario dei Cetacei, Französisch: Sanctuaire Pelagos) ist ein Meeresschutzgebiet zwischen Sardinien und den Küsten der italienischen Regionen Ligurien und Toskana, sowie Monacos und der südfranzösischen Côte d’Azur. Es gehört zu den Specially Protected Areas of Mediterranean Importance des Umweltprogramms der Vereinten Nationen.

## Das Schutzgebiet
Das Meeresschutzgebiet wurde 1999 in internationalen Gewässern auf Betreiben der drei anliegenden Länder Frankreich, Italien und Monaco eingerichtet. Angrenzende Küstenabschnitte sind in Frankreich die Côte d’Azur und die Insel Korsika, in Italien Ligurien, Toskana und der Norden von Sardinien sowie das Fürstentum Monaco. Das Walschutzgebiet erstreckt sich im korso-liguro-provenzalischen Becken vom Cap d’Escampobariou (in der Nähe von Toulon), zum Capo Falcone und dem Capo Ferro auf Sardinien, bis zum Fluss Chiarone in der Toskana. Dabei erreicht der beschriebene Küstenabschnitt eine Gesamtlänge von 2022 Kilometer.
Das Walschutzgebiet hat eine Wasseroberfläche von ungefähr 87.000 Quadratkilometern und weist eine derart hohe Wahrscheinlichkeit auf, einen Meeressäuger zu sichten, dass das Whale watching zu einer beliebten Attraktion geworden ist.

## Fauna
Mehr als 8500 makroskopische Tierarten wurden in dem Schutzgebiet erfasst. Damit leben zwischen vier und 18 Prozent aller Meereslebewesen in diesem gerade einmal 0,024 Prozent der Gesamtmeeresoberfläche umfassenden Region.

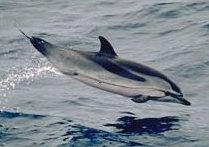
Der häufig anzutreffende Streifendelfin

Der Mittelmeerabschnitt, den das Walschutzgebiet umfasst, weist eine bedeutende Konzentration von Walen auf, die dort ein besonders gutes Nahrungsangebot vorfinden. Das Schutzgebiet bietet zwölf Arten von Meeressäugern Lebensraum, darunter dem zweitgrößten Lebewesen der Erde, dem Finnwal (Balaenoptera physalus), dem Pottwal (Physeter macrocephalus), dem Grindwal (Globicephala melas), dem Gemeinen Delfin (Delphinus delphis), dem Großen Tümmler (Tursiops truncatus), dem Streifendelfin (Stenella coeruleoalba), dem Rundkopfdelfin (Grampus griseus) und dem Cuvier-Schnabelwal (Ziphius cavirostris). Seltener sind der Zwergwal (Balaenoptera acutorostrata), der Rauzahndelfin (Steno bredanensis), der Schwertwal (Orcinus orca) und der Kleine Schwertwal (Pseudorca crassidens).
Im Jahr 1992 wurde vor der Einrichtung des Schutzgebiets an der Wasseroberfläche eine Populationserhebung durch das Istituto Tethys, der Organisation Greenpeace und der Universität Barcelona durchgeführt. Dabei wurden 32.800 Streifendelfine und 830 Finnwale gezählt. Eine weitere Zählung im August 2008 ergab jedoch einen starken Rückgang der Walarten, was auf einen mangelhaften Schutz der Meeressäugetiere zurückgeführt wurde. So konnte lediglich ein Viertel der Finnwale und weniger als die Hälfte der Streifendelfine registriert werden.